# Waardt
Waardt ist eine Ortslage in der bergischen Großstadt Solingen in Nordrhein-Westfalen.

## Geographie
Waardt befindet sich östlich von Hübben und Hoffnung am Südhang des Viehbachtals im Solinger Stadtteil Mitte nahe Höhscheid. Unmittelbar an der Hofschaft vorbei verläuft, am Fuße des Viehbachs, die nach dem Bachlauf benannte Viehbachtalstraße zwischen Solingen-Mitte und Ohligs. Im Norden liegt Scheuren mit dem gleichnamigen Gewerbe- und Industriegebiet. Östlich von Waardt liegt Untengönrath. Auf dem Höhenrücken im Süden verläuft die Mangenberger Straße, weiter südlich verläuft die Bahnstrecke Solingen–Remscheid, dort befinden sich außerdem Geilenberg und Nacken.

## Etymologie
Das Wort Waardt leitet sich von dem hochdeutschen Wort Warte ab, bezeichnet also einen Punkt im Gelände, von dem aus man nach allen Seiten Aussicht hat.

## Geschichte
Die Hofschaft Waardt lässt sich bis in das Jahr 1488 zurückverfolgen, als diese als zor Wairde erstmals urkundlich im Zehntregister der Abtei Altenberg erwähnt wird. Der Ort wird ebenso als zo der Ward und später nur noch Ward erwähnt.
Im Jahre 1715 ist Waardt in der Karte Topographia Ducatus Montani, Blatt Amt Solingen, von Erich Philipp Ploennies mit einer Hofstelle verzeichnet und als Wart benannt. Die Topographische Aufnahme der Rheinlande von 1824 verzeichnet den Ort ohne Namen und die Preußische Uraufnahme von 1844 benennt ihn als Warth. In der Topographischen Karte des Regierungsbezirks Düsseldorf von 1871 ist der Ort ebenfalls ohne Namen verzeichnet.
Der Hof Waardt gehörte historisch zur Honschaft Barl im Gericht Wald. Die gesamte Region gehörte bis Anfang des 19. Jahrhunderts zum Herzogtum Berg, das zuletzt im Besitz des Herzogs Maximilian IV. von Bayern war. Aufgrund eines Tauschvertrags kam das Gebiet 1806 in den Machtbereich Napoleons und damit zum Rheinbundstaat Großherzogtum Berg.
Nach Gründung der Mairien und späteren Bürgermeistereien Anfang des 19. Jahrhunderts wurde Waardt der Bürgermeisterei Merscheid zugeordnet, die 1856 zur Stadt erhoben und im Jahre 1891 in Ohligs umbenannt wurde. Dort lag er in der Flur V. Merscheid.
1815/16 lebten 27 Einwohner, im Jahr 1830 32 Menschen im als Weiler bezeichneten Wardt. Der laut der Statistik und Topographie des Regierungsbezirks Düsseldorf als Hofstadt kategorisierte Ort besaß 1832 vier Wohnhäuser zwei landwirtschaftliche Gebäude. Zu dieser Zeit lebten 22 Einwohner im Ort, davon drei katholischen und 18 evangelischen Glaubens. Die Gemeinde- und Gutbezirksstatistik der Rheinprovinz führt den Ort 1871 mit drei Wohnhäuser und 23 Einwohnern auf.
Im Gemeindelexikon für die Provinz Rheinland werden 1885 drei Wohnhäuser mit 33 Einwohnern angegeben, 1895 besitzt der Ort drei Wohnhäuser mit 22 Einwohnern.
Mit der Städtevereinigung zu Groß-Solingen im Jahre 1929 wurde Waardt ein Ortsteil Solingens. Als einer der wenigen tatsächlich realisierten Abschnitte der geplanten Autobahn 54 entstand am Ende der 1970er Jahre auf dem Teilstück An der Gemarke bis Mangenberg eine vierspurige Kraftfahrstraße durch das Viehbachtal. Dieses Teilstück der als L 141n gewidmeten Viehbachtalstraße wurde am 31. August 1979 dem Verkehr übergeben. Nach zahlreichen Anwohnerbeschwerden über zu viel Lärm wurden im Folgejahr einige Maßnahmen für einen verbesserten Lärmschutz eingeleitet. Der Weiterbau der Viehbachtalstraße zwischen Mangenberg und dem Frankfurter Damm erfolgte bis 1981. Ein weiterer Ausbau erfolgte jedoch nicht; die A 54 wurde nie fertiggestellt.:55

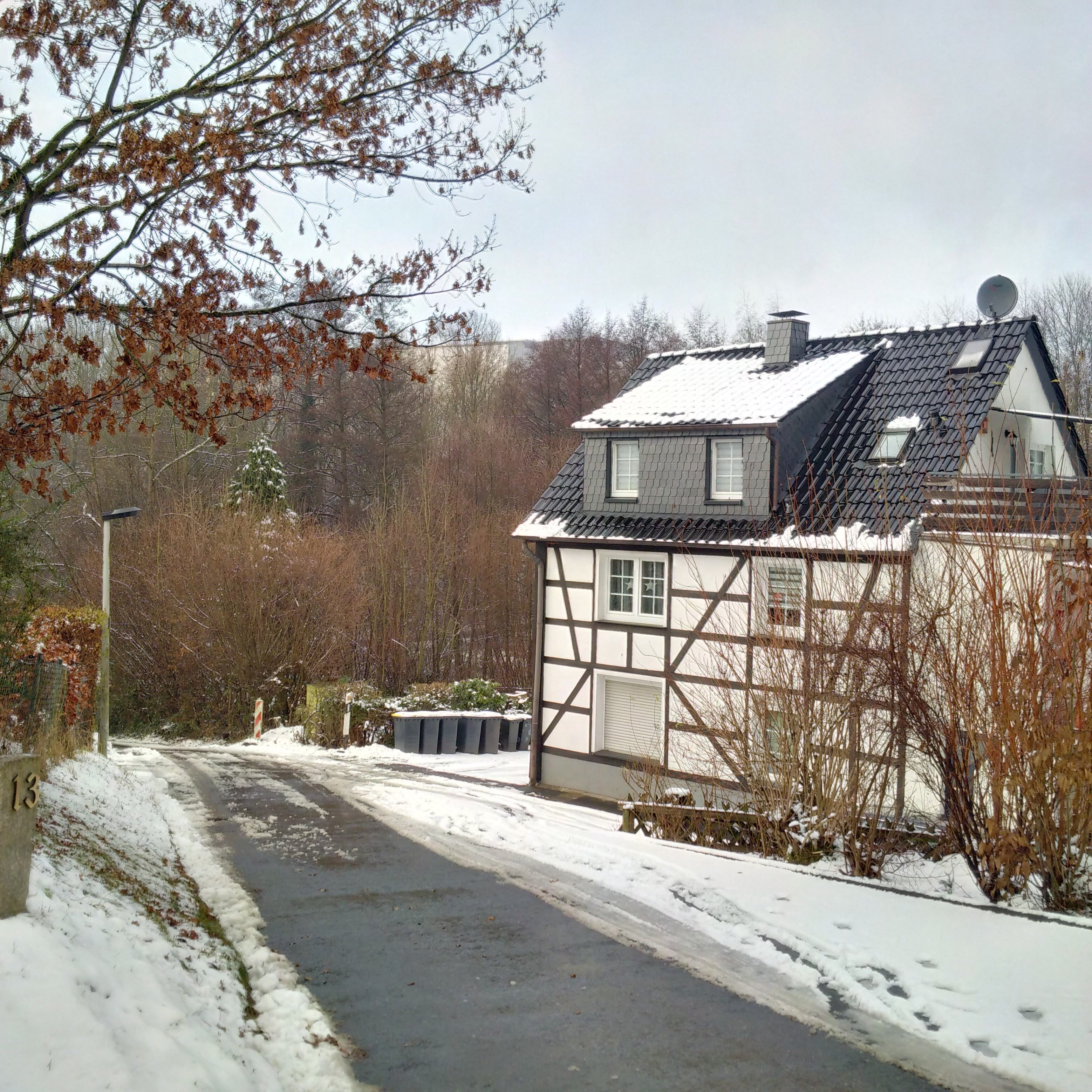
Fachwerkhaus in Waardt
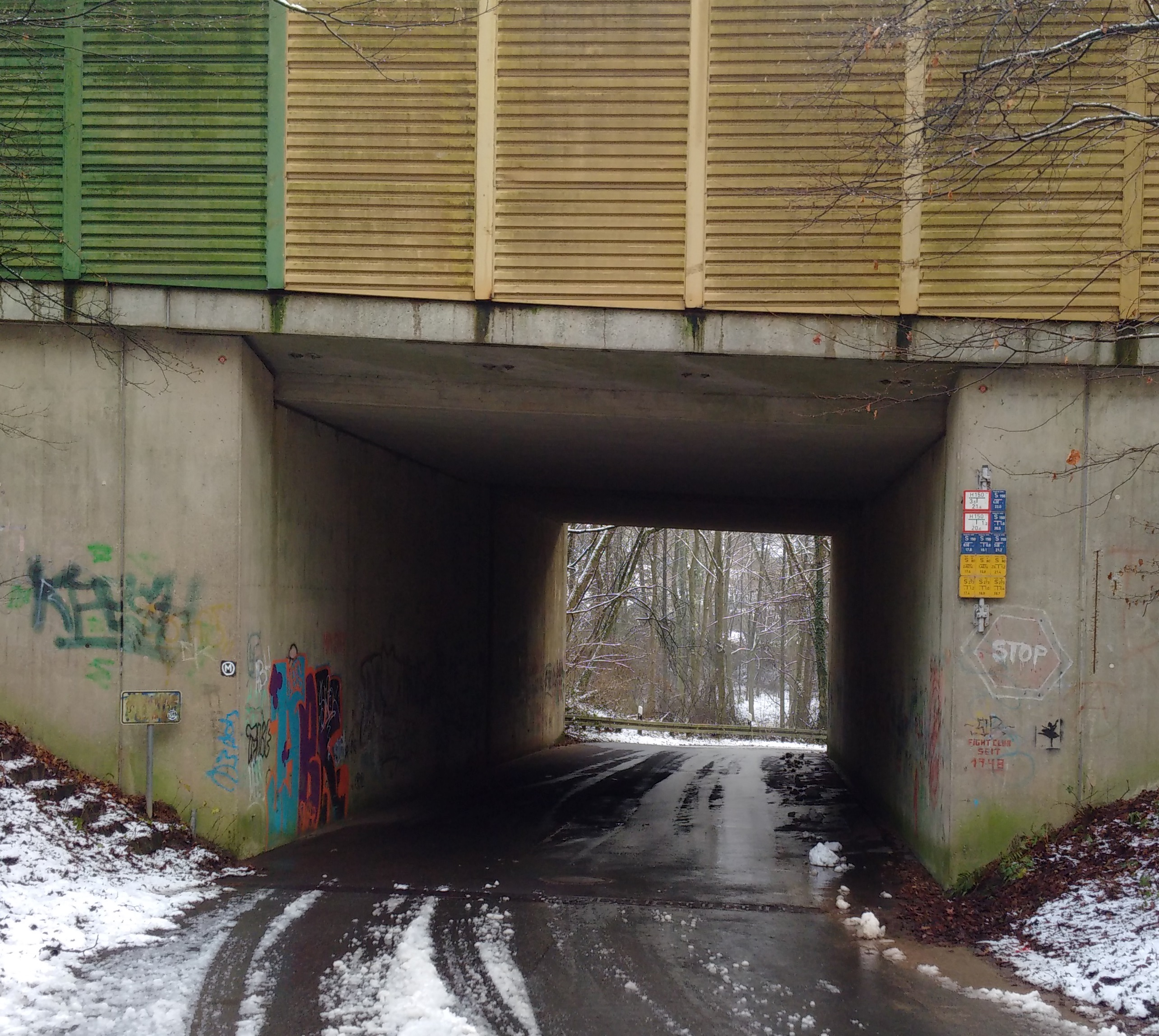
Unterführung der Viehbachtalstraße bei Waardt